# Vezzi Portio
Vezzi Portio är en ort och kommun i provinsen Savona i regionen Ligurien i Italien. Kommunen hade 830 invånare (2018).